# NGC 2498
NGC 2498 је спирална галаксија у сазвежђу Близанци која се налази на NGC листи објеката дубоког неба.
Деклинација објекта је + 24° 59' 0" а ректасцензија 7h 59m 38,7s. Привидна величина (магнитуда) објекта NGC 2498 износи 13,5 а фотографска магнитуда 14,4. NGC 2498 је још познат и под ознакама UGC 4142, MCG 4-19-15, CGCG 118-34, IRAS 07566+2507, PGC 22403.